# 上杉謙信
上杉謙信（日语：／ Uesugi Kenshin，1530年2月18日—1578年4月19日）是一名活躍於日本戰國時代的大名，後世譽為越後之虎、越後之龍、戰國軍神。越後守護代長尾為景幼子，幼名虎千代，成年後稱長尾景虎。
由於繼承關東管領「上杉」的姓氏，並先後得到關東管領上杉憲政和室町幕府將軍足利義輝的偏諱，故又稱上杉政虎、上杉輝虎，篤信佛教，法名谦信，號宗心，齋號不識庵。官位為「從五位下彈正少弼」，死後由明治天皇追贈從二位。
1551年終結內亂頻仍的越後國。除了政務與軍事外，也致力於經濟產業的復興。另為救援盟國及恢復關東秩序而屢次出兵，在48年的生涯中，分別與武田信玄、北条氏康、織田信長、越中一向一揆、蘆名盛氏、能登畠山氏、佐野昌綱、神保長職、椎名康胤等大名頻頻作戰，尤其5度與武田信玄在川中島地區作戰最為著名，廣為後世描述。之後應足利將軍家邀請而上洛，從越後國經北陸路西進越中國、能登國及加賀國等擴大勢力，但壯志未酬而去世。作戰的戰兜為飯綱明神前立鐵錆地張兜。
謙信共有四名養子，為上杉景勝、上杉景虎、上條政繁和山浦景國。

## 生平

### 早年與初陣

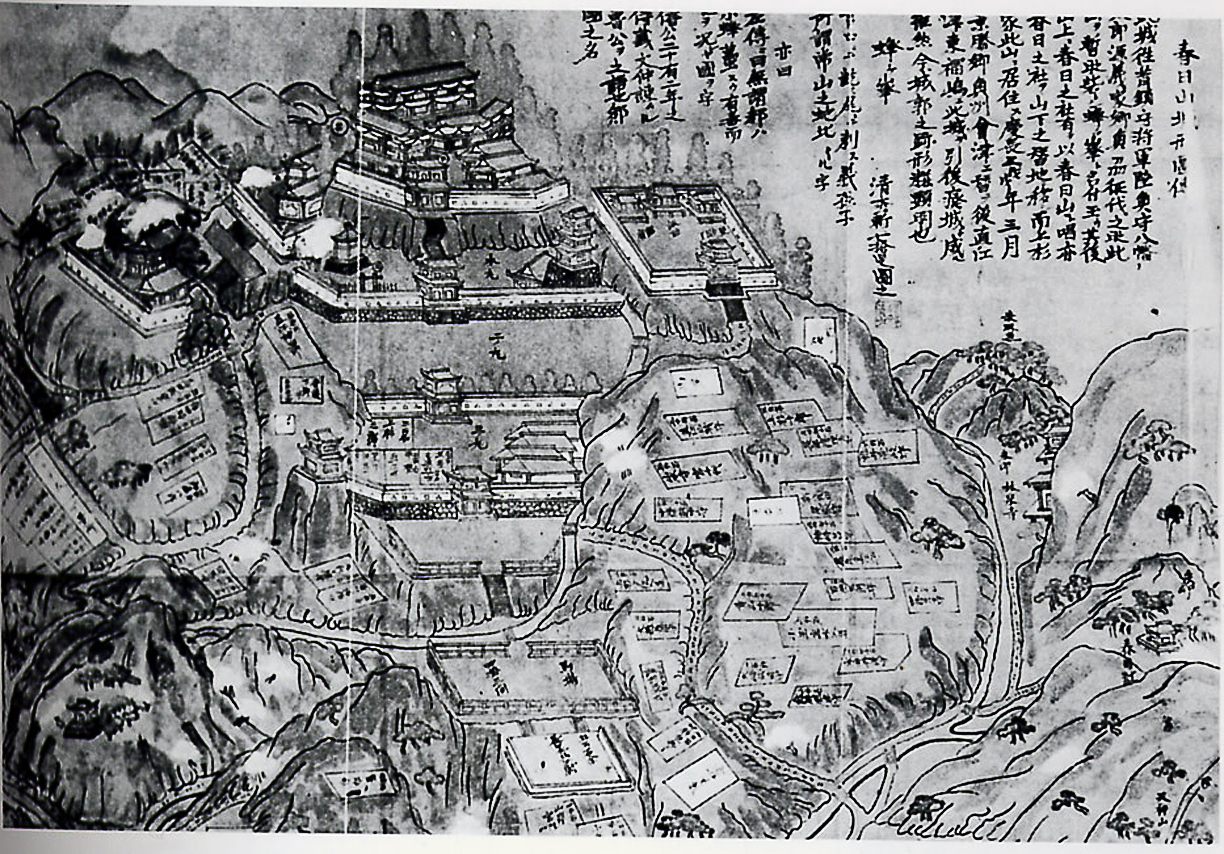
春日山城

享祿3年（1530年）出生於春日山城，是越後守護代長尾為景的四男，母親為越後栖吉城主長尾房景（古志長尾家）之女虎御前。幼名“虎千代”。天文5年（1536年）父親隱居，家督由兄長晴景繼承，7歲的虎千代於城下林泉寺出家，由住持天室光育教育之。
天文11年（1542年）12月，為景病逝，越後豪族揚北眾叛變蜂起，病弱的晴景無力平亂，乃於翌年令14歲的虎千代元服並改名為景虎，駐守栃尾城，由本庄實乃輔佐之。1544年，越後豪族揚北眾進攻栃尾城，景虎將城兵一分為二，部分兵力迂迴至敵本陣的背後急襲，造成敵軍混亂，繼由城內的本隊配合出擊，成功擊退三條城主長尾俊景與黑瀧城主黑田秀忠的侵攻，是為初陣栃尾城之戰。

### 繼承家督
天文14年（1545年）10月，守護上杉家老臣黑瀧城主黑田秀忠再度謀反，並進攻守護代晴景的居城春日山城，景虎之三兄長尾景康遭到殺害，黑田秀忠之後於黑瀧城籠城，景虎自上杉定實處受領討伐令，並代替兄長擔任總大將出兵討伐，成功降伏秀忠（黑瀧城之戰）。但翌年天文15年（1546年）2月，秀忠再度舉兵反叛，這次景虎澈底殲滅了再度興叛的黑田，景虎威望益張，家中因而分裂成擁立晴景及景虎的兩派，最終在天文17年（1548年），越後守護上杉定實介入調停，晴景隱居，景虎成為兄長的養子並繼承家督，時年19。1550年，上杉定實死去，將軍足利義輝准許景虎使用白傘袋與毛氈鞍覆，確定其越後守護之位。同年，同族的坂戶城主長尾政景不滿景虎繼位而謀反，景虎於翌年天文20年（1551年）1月進攻政景方發智長芳的居城板木城並獲得勝利，同年8月包圍坂戶城（坂戶城之戰）成功降伏政景，政景之後成為景虎的重臣，越後自此統一。
天文21年（1552年），北條氏康攻陷关东管领上杉宪政的平井城，憲政逃向越後向景虎求援，景虎將之安置在御館，隨後遣平子孫三郎、本庄繁長等關東諸將反攻上野沼田城，大破之，成功奪回平井城及平井金山城。翌年，敘任從五位下彈正少弼。

### 與武田、北條的衝突

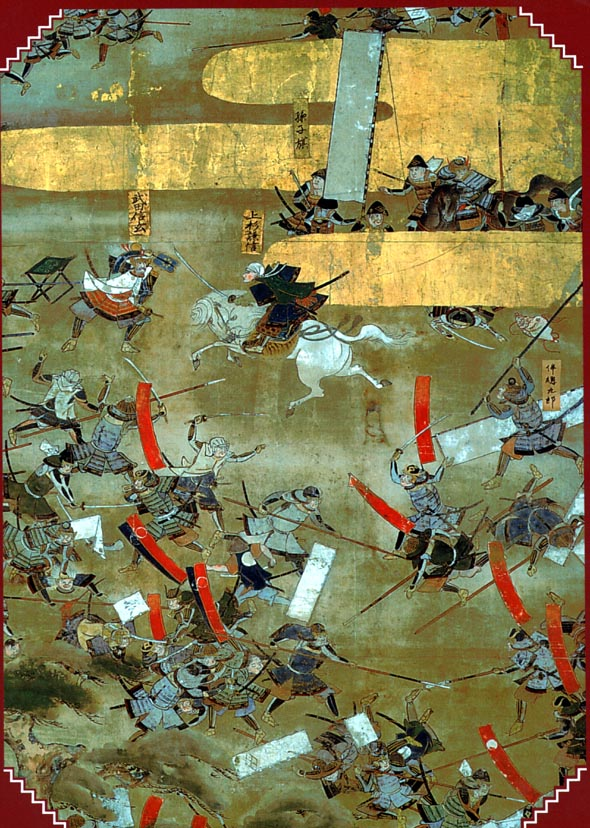
第四次川中島之战

1552年，領地遭武田信玄佔奪的信濃守護小笠原長時向景虎求援。翌年，信濃葛尾城主村上義清亦來投奔，景虎一度奪還其領，五次的川中島之戰由此發端。1553年，上洛拜謁天皇與將軍，拜受討敵之敕令。1555年，親自出兵鎮壓暗通武田的北條高廣，同年4月，發生第二次川中島之戰，今川義元居中調解，雙方和睦。1557年，因信玄毀約而有第三次川中島之戰。1559年，景虎再度上洛，獲得將軍如管領一般的待遇。
1561年3月，以上杉憲政的名義，帶領十萬大軍包圍小田原城（小田原城之戰）。隔月，撤兵行經鎌倉鶴岡八幡宮時，應憲政的請求，於源賴朝的木像下，繼承關東管領一職及山內上杉家家名（本是平姓長尾氏，成为上杉憲政養子而成为藤原姓，继承家名再改苗字），改名上杉政虎，並繼承上野國的統治權。
同年8月，發生第四次川中島之戰，這是兩軍規模最大的戰爭，傳說他曾直闖敵陣砍傷武田信玄。
1561年11月，北條氏康開始反擊，於武藏國生野山大敗在川中島損耗甚鉅的上杉軍（生野山之戰）。12月，將軍足利義輝下賜偏諱，改名上杉輝虎。
南下攻打關東的同時，景虎也在1560年進軍越中國，打著協助椎名康胤的旗號襲擊神保家的領土，攻下富山城，當主神保長職逃往增山城。1562年，上杉軍包圍增山城，神保長職在能登畠山氏的調停下投降。

### 西征及晚年

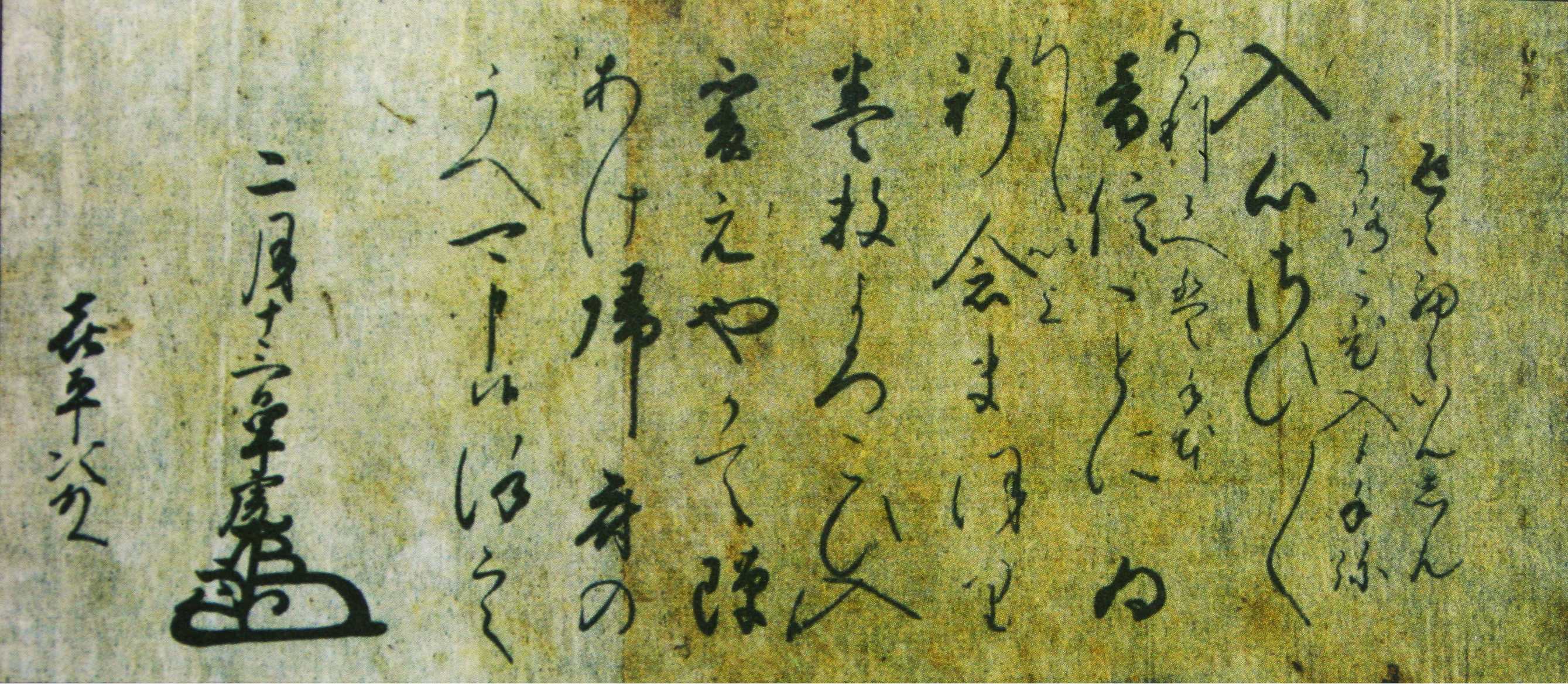
上杉谦信写给喜平次（后来的上杉景胜）的书信

永祿8年（1565年），北條氏康攻擊關宿城，輝虎聯合佐竹義重欲救之，北條軍不戰而退。1568年12月，北條家為對抗武田家而改與上杉家結盟，翌年3月，「越相同盟」成立，輝虎收北條氏康之子三郎為養子，不久即以法名不識庵謙信自稱。
元龜2年（1571年）10月，氏康逝世，兩家同盟破裂，並於天正2年（1574年），與北條氏政軍在利根川對峙，北條家再度進攻關宿城，謙信救援失利，被北條氏照以寡軍襲營，而佐竹義重不願配合反攻，謙信遂領軍撤退。此戰後，關宿城乃至羽生城皆為北條家所佔據，上杉家在關東的勢力大為衰退。
元龜3年（1572年），謙信佔領由一向一揆眾控制的富山城。1575年與石山本願寺結盟，1577年攻擊能登國的畠山氏。當時畠山氏為家臣長氏和遊佐氏所控制，謙信在親上杉派的重臣遊佐續光內應下攻佔能登七尾城，畠山氏滅亡。爲了救援將近被消滅的親織田派的長續連，織田信長派遣柴田勝家、前田利家和丹羽長秀等人出兵能登國，自己也有意出征。當織田軍抵達加賀之時，因上杉軍已攻佔末森城，收到消息的織田軍只好被迫撤退。上杉軍立即追擊，斬首千餘，獲得大勝，是為手取川之戰。但此戰在參戰各家的軍記中幾乎隻字未提、真實性存疑。
天正6年（1578年），謙信先是策反蘆名家臣山內重勝、大槻政通，同年3月9日中午欲再次準備南下關東救援結城家之時，於春日山城宴席离开后久不回席，被家臣发现摔倒在厕所，经过治疗和祈祷，3日后甦醒但是之后又陷入深睡，3月13日下午2点左右在昏睡中病逝，終年49歲。
謙信喜好喝酒和食用高盐分的辛辣食物，患有高血压。1570年10月41岁时，出现轻度中风并导致左脚麻痹的后遗症，但是没有引起重视。1578年3月重度中风伴随失语症状，是腦溢血的常见发病症状，後世認為謙信應是因腦溢血而死。从41岁轻度发病到49岁病逝，余命8年，和宋仁宗类似。但是所謂的西征說近年備受質疑，現在學界的說法是認為上杉謙信是要攻打關東而非上洛。
謙信死後，上杉家內部發生御館之亂，最後由上杉景勝獲勝繼承上杉家。

## 信仰
篤信佛教中毘沙門天，有自詡為毘沙門天的化身的傳聞，此傳聞出自 《名將言行錄》「我がなければ毘沙門天はありはしない。…我を毘沙門天と思い、我が前で神文させよ。」一段，但《名將言行錄》並非正史。

## 逸話

### 出家騷動
依據《歴代古案》記載，弘治2年（1556年），家臣們因土地之事爭執不休，即使謙信做出裁度也無法平息，因此謙信留下宣佈引退的書信署予天室光育後，獨自前往高野山出家。信中提及「內政只要眾家臣合議即可平安無事，但若信玄來攻則危矣。」此舉果然使得始料未及的天室光育、宇佐美定滿、長尾政景等重臣聯合獻上效忠誓約才把謙信請回春日山城。

同時早期擁立謙信的重臣大熊朝秀，在武田信玄內通下造反，並侵襲越後，謙信回歸後立即在駒歸之戰擊退朝秀。

### 春日山城壁書
春日山城早在1607年便被完全拆除，目前流傳的【春日山城壁書】出自於1970年《日本武将100選》第184頁。

原文與中譯如下: 

運は天にあり　(成事在天)

鎧は胸にあり　(謀事在人)

手柄は足にあり　(建功在勤)

何時も敵を掌にして合戦すべし。疵つくことなし。　(知己知彼，百戰不殆)

死なんと戦えば生き、　(投之亡地而後存，陷之死地然後生)

生きんと戦えば必ず死するものなり。　(戀於存者則必亡，貪於生者則必死)

家を出ずるより帰らじと思えばまた帰る　(戒斷思鄉之念則可歸)

帰ると思えば、ぜひ帰らぬものなり。　(心有牽絆之想則難返)

不定とのみ思うに違わずといえば、　(雖無專必) 

武士たる道は不定と思うべからず。必ず一定と思うべし　(然貫徹意志實乃武士之本)。

### 越後之虎、之龍
謙信於虎年生，幼名虎千代，元服後得名景虎。之後得到關東管領上杉憲政和室町幕府第十三代將軍足利義輝的偏諱，改名為上杉政虎、上杉輝虎。不論如何改名，都保留了「虎」字，其因卓越的才能，而被譽為「越後之虎」。
謙信亦被譽為「越後之龍」，據傳是因為謙信會將「懸かり乱れ龍」的旗立於本陣作為下令全軍奇襲或總攻（全軍総懸り）的暗號  而得名。

### 戰國軍神
根據戰國史研究家花ケ前盛明 （页面存档备份，存于）於2008所著《新編上杉謙信のすべて （页面存档备份，存于）》的研究調查，謙信自14歲上戰場至49歲逝世，畢生出戰70場戰役中，43勝25平手（或和解），僅2敗。(但其中有一些戰役目前仍有存在性的爭議，例如﹕手取川之戰等。)
從明治維新到二戰戰敗的80年間，是日本軍國主義盛行的時期，武田信玄的武田神社、上杉謙信的上杉神社、西鄉隆盛的南洲神社等等均於明治至昭和年間建造。上杉謙信在此時以其近乎無敗的戰績，被奉為「戰國軍神」。 

### 謙信公家訓
在謙信時代的史料中，並未有家訓相關文書紀載。現今流傳的【上杉謙信家訓16箇条】出自《名將言行錄》第219頁。該書由幕末的館林藩藩士岡谷繁實於安政元年（1854年）至明治2年（1869年）期間完成，集合日本戰國時代至江戶時代中期192個武將和大名言行的人物傳記小說，收錄當時許多坊間未經考證的傳說故事，並非正史。目前山形縣米澤市上杉神社入口處設有【上杉謙信公家訓16箇条】石碑原文，為該社所公布的和譯（轉譯為現代日文）版本，別名【宝在心】。

### 贈鹽予敵
謙信還有一段贈鹽予敵的美談，武田信玄在1567年單方面背棄了與今川氏長達13年的盟約。於是駿河的今川氏真聯合相模的北条氏康，對甲斐的武田信玄實施禁鹽運令。當時日本的鹽田都在沿岸開採並精製，雖然地理上大陸的內陸通常會有岩鹽，但日本內陸幾乎沒有。武田所管轄的甲斐與信濃均為內陸地區，四面無海，無法製鹽，所以都是從駿河或相模進口。
謙信得知後認為，他和武田是敵對關係，雙手曾在北信濃川中島交戰數次，但武田領地內的百姓領民皆是無辜的，因此今川與北条所實施的禁鹽運令是十分卑劣的手段，於是給武田3000包鹽。
1716年的《武将感状記》以及歷史學家賴山陽於1827年所著的《日本外史》都描述了這段傳說，並使之廣傳。
但是，戰國時代的史料並無贈鹽予敵的相關記載，這段故事初見於1696年的《謙信公御年譜》，由米澤藩4代藩主上杉綱憲於任內完成。原版目前由米澤市上杉博物館收藏，目前流通的版本為《上杉家御年譜．第1巻．謙信公》，由米澤温故會於1989年再版。近年研究學者發現，《謙信公御年譜》有部分與史實不符，疑有上杉家或許為了呈現謙信「義の心」而改造、添附的部份。
目前東京国立博物館收藏的「塩どめの太刀」，相傳是武田信玄感謝上杉謙信贈鹽的還禮，但是上杉家相關的台帳史料卻紀錄這把刀是武田信虎送的。此外，目前上越市也有「義之鹽」等相關商品與其傳說，但商家均未能提出有力的史料證明。

## 辭世句
依據《上杉米沢家譜》記載，謙信留下的辭世詩歌為﹕
- 極楽も．地獄も先は．有明の．月の心に．懸かる雲なし。
- 四十九年一睡夢．一期栄華一盃酒。

第一句是短歌（和歌的一種形式 ），格式以平假名字數五．七．五．七．七做切分，譯為「不論前往天堂或地獄，吾心皆如皎月般光明，無雲掩其輝」，第二句是漢詩體，譯為﹕「四十九載瞬如夢，此世榮華勝猶酒」。

## 評價
日本史学界的权威坂本太郎 (历史学者)在其著作《日本史概说》中评价谦信说：“在杀伐无常，狂争乱鬥的戰国武将當中，上杉谦信以尊神佛、重人伦、尚气节、好学问的高节之士见称，令人感到不愧是混乱中的一股清新气息。”
同時代的關東武將太田資正也對上杉謙信有如下評語：「謙信公之人品，八分乃賢者，二分為惡人。恣肆怒氣，行事怪異，是其'惡'；除此而外，勇猛而無欲，清靜而無邪，廉直而無私，明敏好察，慈惠待下，喜聞人諫等，是為其善。雖有微瑕，不足掩其輝，實乃絕世罕有之良將。」
江户时期的儒者岩垣松苗在其著作《国史略》中，評論谦信：「然观其平生所为，则祝发披缁，不畜妻妾，不茹荤腥，俨然持律僧也。而至行军略地，则杀人盈野，血流为河。未尝有勤王济世之志矣。加之弃祖先之胤，养螟蛉之子，其尸未寒，生祸阋墙，与国破嗣绝者，仅一间也已。智计虽多乎？胆勇虽壮乎？徒足以行强暴于一世已。」

## 人物
- 《完全圖解日本戰國武將54人》記載其長相為細長的眼睛，厚實的下巴，走路有些一跛一跛。
- 據傳謙信早年曾與上野國平井城主千葉采女作為人質的女兒伊勢姬相戀，後因柿崎景家強烈反對而分手，於是伊勢姬在青龍寺出家終其一生。
- 謙信性喜喝酒，甚至被人稱為酒豪，即使騎在馬上也可以大快暢飲，有著名的马上杯（目前由山形縣米澤市上杉神社所藏）。而且喝的再多也可以保持心情平穩，因此他的死因也可能是喝酒過多引發腦溢血致死。此外，辭世詩句中有「酒」字，所以一般認為謙信乃好酒之人。
- 一般人對於謙信的刻板印象為內政能力比較弱，實際上他在領內實行出色的統治，例如：發展越後國府春日山城下町直江津（今町湊）；整備越後通往他國的道路；領地內金、銀礦山與港口經營；越後特產青苧、鹽、紙等產業之培植，與明朝、朝鮮貿易。因此謙信連年用兵，仍然擁有大量軍資金，以維持軍略。
- 謙信的漢學造詣極高，甚至能通漢語，雅好詩文、琴曲，有大量漢詩流傳於世， 是個文武兼優的名將。攻陷能登國七尾城時寫下日本至今最有名的賞月漢詩「九月十三夜」：「霜滿軍營秋氣清，數行過雁月三更；越山併得能州景，遮莫家鄉憶遠征。」[9]
- 上杉謙信殺戮頗多，在進攻山根城、私市城、前桥城、小山城、佐野城、猿洼城時，破城後的屠殺都十分殘酷。
- 小說家八切止夫曾提出上杉謙信其實是女兒身之說，影響及部分小說、漫畫跟電子遊戲。

## 墓所・靈廟

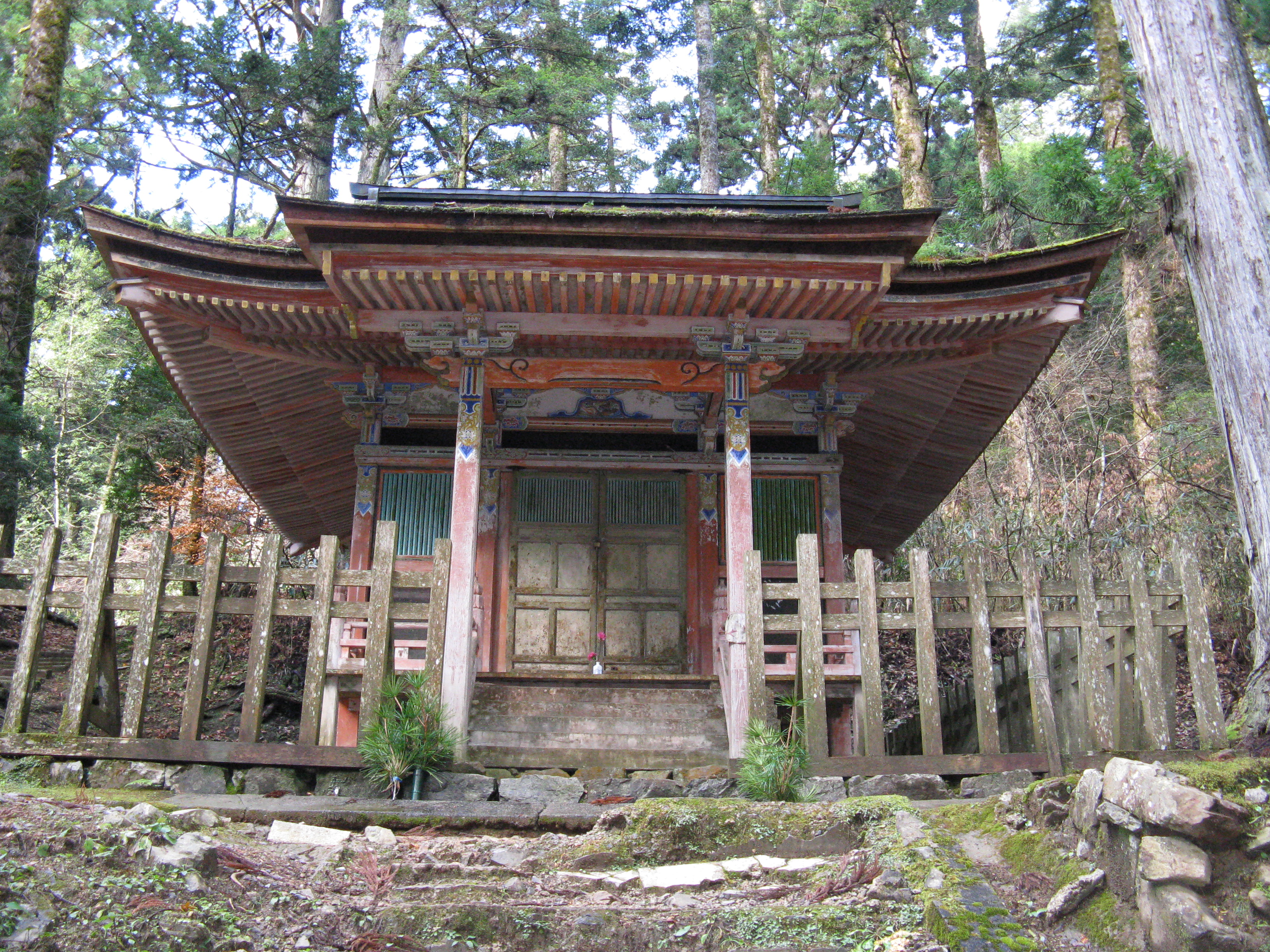
高野山、上杉謙信廟

上杉謙信效仿高野山的空海大師，生前就在自己的居城春日山城内建造了安葬用的「不識院」。謙信死後，按照他的安排，遺骸被穿上鎧甲，手持太刀，安置於一個大陶甕內，甕口以漆密封，安葬於不識院，並在上越的林泉寺立塔供養。
在豐臣秀吉將上杉景勝改封至會津時，景勝遵從了謙信的遺囑，將陶甕留在了春日山城，並未一同遷往會津。但是這個舉動遭到春日山城新任城主堀秀治的嚴重抗議，在收到多次「敦促」後，景勝被迫於慶長3年將謙信的遺骸遷往若松城（相關的書信往來被收錄在江戶時代由上杉家族編篡的《上杉家御年譜》中的《景勝公御年譜》中）。關原之戰後，謙信的遺骸再次隨景勝遷往米澤城，被暫時安置在天守閣祭祀。慶長14年（1609年），景勝下令在米澤城本丸東南角建造正式的御堂（日本佛教中的一種正式拜堂）以及附屬的靈仙寺（原稱自性院），並在二之丸內興建了約20所寺院以提供各種宗教服務。建築由平林正恒負責監工，御堂跟寺院建築群在慶長17年（1612年）完成，謙信的靈柩置於御堂中央，善光寺如來像和銅鑄泥足毘沙門天像分列兩側，均面朝西。僧侶們按照空海的前例，像謙信生前一樣每日為他供餐，這個要求一直到明治時代前都被歷代米澤藩主嚴格遵守。
米澤藩自第4代藩主上杉綱憲開始，歷代藩主在繼承家督後的第一件事就是前往御堂參拜（明治時代的末代藩主上杉茂憲除外），並在就任後的首個正月十三日（謙信忌日），身著保存在御堂內的謙信遺物鎧甲，在御堂舉行名為「御武具召初」的儀式。這個儀式據說是由第二代籓主上杉定勝所創，藉謙信之名（謙信終生未婚，所有兒子均為養子），賦予養子正式的繼承權，因為定勝無子，繼承人鋼勝同樣也是養子。佐證這一點是，關於此儀式的詳細舉行紀錄僅存有第九代籓主上杉治憲的紀錄，而治憲正好也是前代籓主上杉重定的養子。
明治維新後，因為廢城令的關係，謙信再次改葬於米澤藩歷代藩主長眠的上杉家廟所（山形縣米澤市），原御堂內的善光寺如來像和泥足毘沙門天像則被轉移至廟所附近的上杉家菩提寺法音寺內並保存至今，御堂本身被拆解後移動到米澤市內的長命寺重建，作為本殿使用，也留存至今。在春日山林泉寺（新潟縣上越市）、岩殿山明靜院（新潟縣上越市）與高野山栃尾美術館（新潟縣長岡市）至今仍有謙信的供養塔遺留。
明治5年（1872年），山形縣政府於米澤城本丸遺跡處興建上杉神社供奉謙信公，米澤藩的中興之主上杉治憲陪祀。明治35年（1902年）上杉神社升格為別格官幣社，專祀謙信公，在附近另立松岬神社祭祀上杉治憲，並合祀上杉景勝、直江兼續。上杉神社於大正8年（1919年）的米澤大火中全毀，後交由米澤出身的伊東忠太博士設計重建，大正12年（1923年）重建完成，並保存至今。

## 家臣

### 國人眾
越後國
| - 直江景綱 - 柿崎景家 - 千坂景親 - 長尾景信 - 色部勝長 - 色部顯長 - 色部長實 - 齋藤朝信 - 齋藤景信 - 小島貞興 - 本庄實乃 - 松本景繁 | - 島津忠直 - 島津規久 - 安田長秀 - 安田景元 - 安田顯元 - 鮎川清長 - 鮎川盛長 - 荒川長實 - 河田長親 - 山吉豐守 - 北條高廣 - 吉江宗信 | - 吉江景資 - 大熊朝秀 - 本庄繁長 - 井上清政 - 村上義清 - 村上國清 - 春日元忠 - 高梨政賴 - 甘糟景繼 - 須田滿親 - 新發田重家 - 新發田長敦 | - 中條藤資 - 中條景泰 - 上野家成 - 黑川清實 - 下平吉長 - 竹俣清綱 |

他國
| - 大石綱元 - 長尾輝景 - 長野業正 - 長野業盛 - 倉賀野尚行 - 上泉信綱 - 藤田信吉 | - 神保長職 - 神保氏張 - 神保長城 - 小島職鎮 - 椎名康胤 - 溫井景隆 - 遊佐續光 | - 大寶寺義興 - 大寶寺義勝（本庄充長） |

### 一門眾
- 上杉景信
- 山浦景國
- 上條政繁
- 山本寺孝長
- 山本寺定長
- 八條廣繁
- 八條定春

### 上杉二十五將
寬文9年（1669年）時、德川幕府在『上杉將士書上』所提出的二十五名將。
| - 長尾政景 - 長尾景秋 - 宇佐美定滿 - 新津義門 - 金津義舊 - 北條景廣（長國） - 色部長實（長真） | - 本庄慶秀（實乃） - 本庄繁長 - 甘糟清長（景繼） - 水原親憲 - 齋藤朝信 - 安田能元（順易） - 高梨賴包 | - 柿崎景家 - 千坂景親（清胤） - 直江實綱（景綱） - 竹俁慶綱（朝綱） - 岩井經駿（信能） - 中條藤資 - 山本寺孝長（景長） | - 吉江定仲 - 志駄義秀（志田義分） - 小國賴久 - 加地春綱 |

### 上杉四天王
上杉四天王
- 柿崎景家
- 直江景綱
- 宇佐美定滿
- 甘粕景持

上杉四家老
- 長尾景秋
- 石川為元
- 千坂景親（清胤）
- 齋藤朝信

### 謙信七手組
前期
- 長尾藤景（日语：長尾藤景#長尾藤景 (戦国時代)）（下田長尾氏）
- 北條高廣（毛利一族）
- 柿崎景家（大見一族）
- 齋藤朝信（四家老）
- 本庄慶秀（秩父一族）
- 直江景綱（飯沼氏繼嗣？）
- 中条藤資（三浦一族）

後期
- 上條政繁（上條上杉氏）
- 北条景廣（高廣之子）
- 柿崎景家（大見一族）
- 齋藤朝信（四家老）
- 山本寺定長（山本寺上杉氏）
- 本庄繁長（秩父一族）
- 竹俣慶綱（佐佐木一族）

### 忍
- 加藤段藏

## 登場作品
小說
- 天與地（週刊朝日、海音寺潮五郎著）
- 上杉謙信（朝日新聞社、吉川英治著）
- 上杉謙信（光文社、南條範夫（日语：南條範夫）著）
- 上杉謙信（青樹社、永岡慶之助（日语：永岡慶之助）著）
- 上杉謙信（学研M文庫、志木沢郁（日语：志木沢郁）著）
- 上杉謙信（学陽書房、松永義弘（日语：松永義弘）著）
- 上杉謙信是女人（作品社、八切止夫（日语：八切止夫）著）
- 上杉謙信 天之卷（講談社、咲村觀著）
- 天地人（文藝春秋、火坂雅志（日语：火坂雅志）著）
- 聖將 上杉謙信（毎日新聞社、小松重男（日语：小松重男）著）
- 謙信的軍配者（中央公論新社、富樫倫太郎（日语：富樫倫太郎）著）
- 亂龍：上杉謙信（知本社、赤軍著）

影視劇
- 太閤記（日语：太閤記 (NHK大河ドラマ)）（1965年、NHK大河劇、演：石山健二郎）
- 天與地（1969年、NHK大河劇、演：石坂浩二）
- 風林火山（1969年、東寶、演：石原裕次郎）
- 戰國自衛隊（1979年、東寶、演：夏木勳（日语：夏八木勲））
- 影武者（1980年、東寶、演：清水利比古）
- 女人風林火山（日语：おんな風林火山）（1986年、TBS、演：山下真司）
- 武田信玄（1988年、NHK大河劇、演：柴田恭兵）
- 天與地（1990年、東映、演：榎木孝明）
- 天與地 黎明編（日语：天と地と#日本テレビ版）（1990年、NTV、演：大澤樹生（日语：大沢樹生））
- 武田信玄（日语：武田信玄 (1991年のテレビドラマ)）（1991年、TBS、演：佐藤浩市）
- 風林火山（日语：風林火山 (1992年のテレビドラマ)）（1992年、NTV、演：高嶋政宏）
- 風林火山（日语：風林火山 (2006年のテレビドラマ)）（2006年、EX、演：德重聰（日语：徳重聡））
- 太閤記 獲取天下的男人・秀吉（日语：太閤記〜天下を獲った男・秀吉）（2006年、EX、演：下元佳好）
- 風林火山（2007年、NHK大河劇、演：GACKT）
- 天與地（日语：天と地と#テレビ朝日版）（2008年、EX、演：松岡昌宏）
- 天地人（2009年、NHK大河劇、演：阿部寬）
- 女信長（2013年、CX、演：山口祥行）
- 新陰流 上泉伊勢守信綱（2017年、BS、演：山田純大）
- 新・信長公記～同班同學是戰國武將～（2022年、NTV、演：犬飼貴丈）

動漫
- 戰國BASARA系列（配音：朴璐美）
- 雪花之虎（小學館、東村明子作）
- 請別叫我軍神醬（芳文社、柳原滿月作）
- 新·信長公記～信長君與我～（講談社、甲斐谷忍作））

遊戲
- 新信長之野望
- 信長之野望
- 戰國蘭斯
- 戰國Basara系列（CAPCOM、配音：朴璐美）
- 戰國無雙系列／無雙OROCHI系列（光榮公司、配音：中田讓治→興津和幸）
- 太閤立志傳系列（光榮公司）
- 刀劍亂舞
- 時空之門
- 神領天團
- 戰刻夜想曲
- 美男戰國：穿越時空之戀（配音：三浦祥朗）
- Crash Fever
- 怪物弹珠
- 神魔之塔
- 鬼斬
- 戰國幻武
- Fate/Grand Order（先後以八華的槍兵-長尾景虎﹙Lancer﹚、上杉謙信﹙Ruler﹚之名現界。配音：水樹奈奈）

模型玩具
- 真空路守 NO.3 謙信張斬
- bb戰士 NO.56 SD戰國傳 天與地 謙信頑駄無
- bb戰士 NO.332 SD戰國傳 武神降臨篇 上杉謙信頑駄無
- 貓咪大戰爭

## 參閱
- 上杉氏
- 關東管領
- 直江兼續
- 上杉謙信女性説（日语：上杉謙信女性説）：一種認為上杉謙信是女性的假說。

## 外部連結
- 謙信屋形（日語）
- 米澤市政府官方網站（日語） （页面存档备份，存于）
- 米澤有為會（日語） （页面存档备份，存于）
- 米澤市觀光推進協議會（日語）